# Saint-Barthélemy (Isère)
Saint-Barthélemy é uma comuna francesa na região administrativa de Auvérnia-Ródano-Alpes, no departamento de Isère. Estende-se por uma área de 7,98 km². Em 2010 a comuna tinha 968 habitantes (densidade: 121,3 hab./km²).